# Lokomotiva IVg StEG
Lokomotivy kategorie IVg StEG byly původně rychlíkové parní lokomotivy Engerthova typu, vyrobené v letech 1856–1863 pro rakousko-uherskou soukromou Společnost státní dráhy (StEG) v celkovém počtu 33 kusů. Vyřazeny byly do roku 1912.

## Vznik a výroba

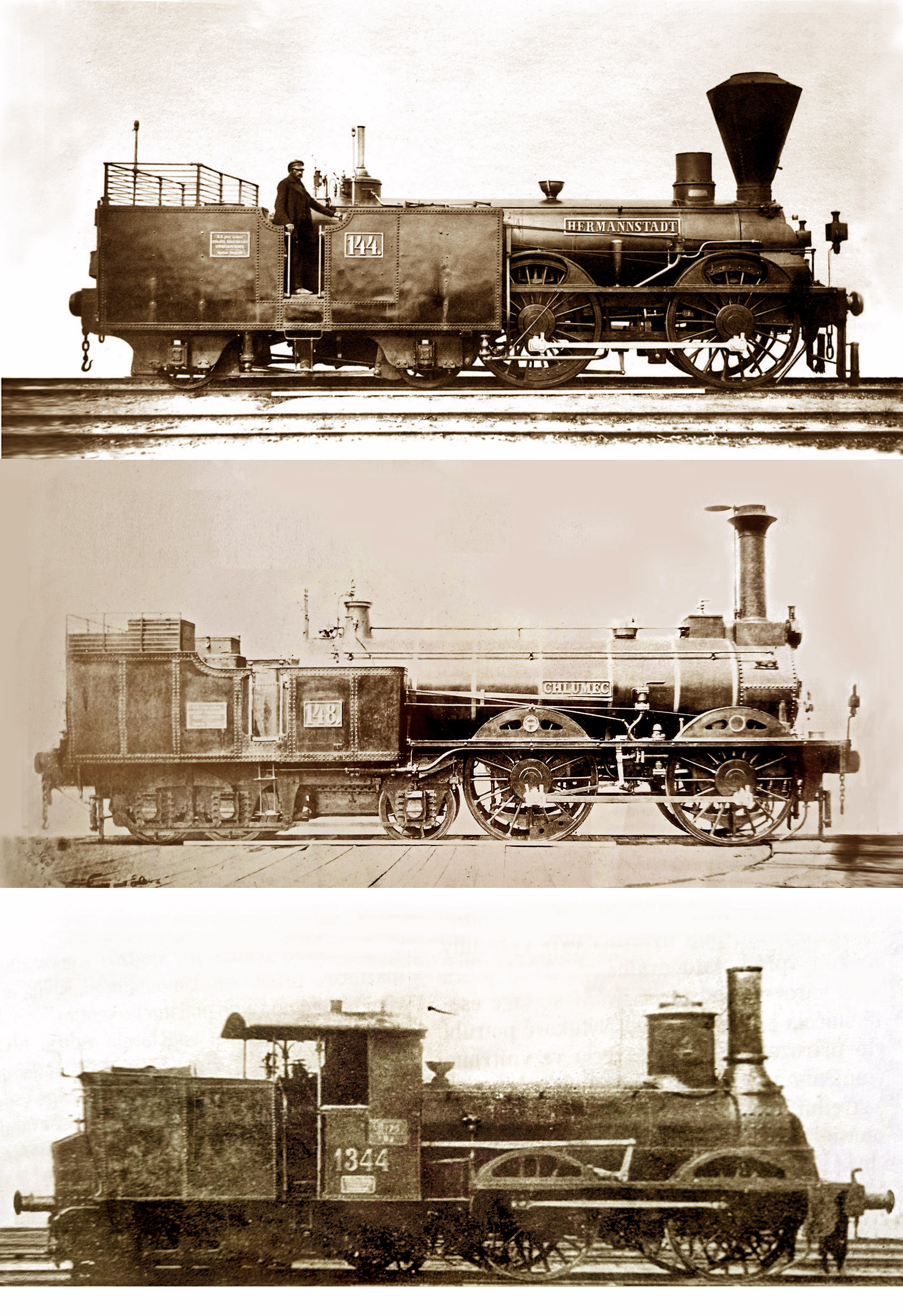
Rychlíkové lokomotivy Engerth u StEG:
• č. 144 HERMANNSTADT (lokomotivka StEG výr. č. 335/56, StEG IVg 43, MÁV T IIb 1360) tovární snímek 1856;
• č. 148 CHLUMEC (výr.č.Cockerill 443/57, StEG IVg 47, StEG 2001), firemní snímek 1857;
• MÁV T IIa 1344 (lokomotivka StEG výr. č. 677/63, StEG č. 173 SZOLNOK, MÁV 268.001), již po modernizaci, snímek po roce 1892.

Pro zamýšlené zavedení rychlíkové dopravy na tratích bývalé Jihovýchodní a Severní státní dráhy si StEG objednala lokomotivy, schopné dopravovat vlaky rychlostí 60–70 km/h. Konstrukce vycházela z osvědčených Engerthových „horských“ lokomotiv již dříve postavených pro Jižní dráhu. Pro podmínky expresního provozu na hlavních tratích byla koncepce adaptována především použitím kol o velkém průměru - 5 ½ rakouské stopy (1738 mm).
Dvojspřežní stroje byly dodány ve třech sériích, lišících se i technickým provedením. První z nich vyrobila lokomotivka StEG roku 1856 původně s dvounápravovým polotendrem. V provozu dostaly čísla 133–145. Stroje druhé série s pův. provozními čísly 146–157 pocházely z let 1857/1858, dodala je strojírna Cockerill z belgického Seraingu a už z výroby měly podpůrný tendr se třemi nápravami. Posledních 8 lokomotiv (č. 170–177), také s třínápravovým tendrem, dodala s odstupem roku 1863 opět vlastní lokomotivka společnosti.
Kromě čísel byly stroje opatřeny i jmény a přiřazeny ke kategorii TLg. Od roku 1873 byly řazeny do kategorie IVg s čísly 32–64, když označování jmény bylo opuštěno. Po postátnění jihovýchodní linie Společnosti roku 1891 byly stroje, které připadly Maďarským královským drahám, označeny řadou TⅡa, TⅡb, později řadou 268 a 269 MÁV. Ve 3. označovacím schématu StEG používaném po roce 1897 byly zbývající stroje vedeny jako řada 20 (2001–2005). 

## Technické provedení

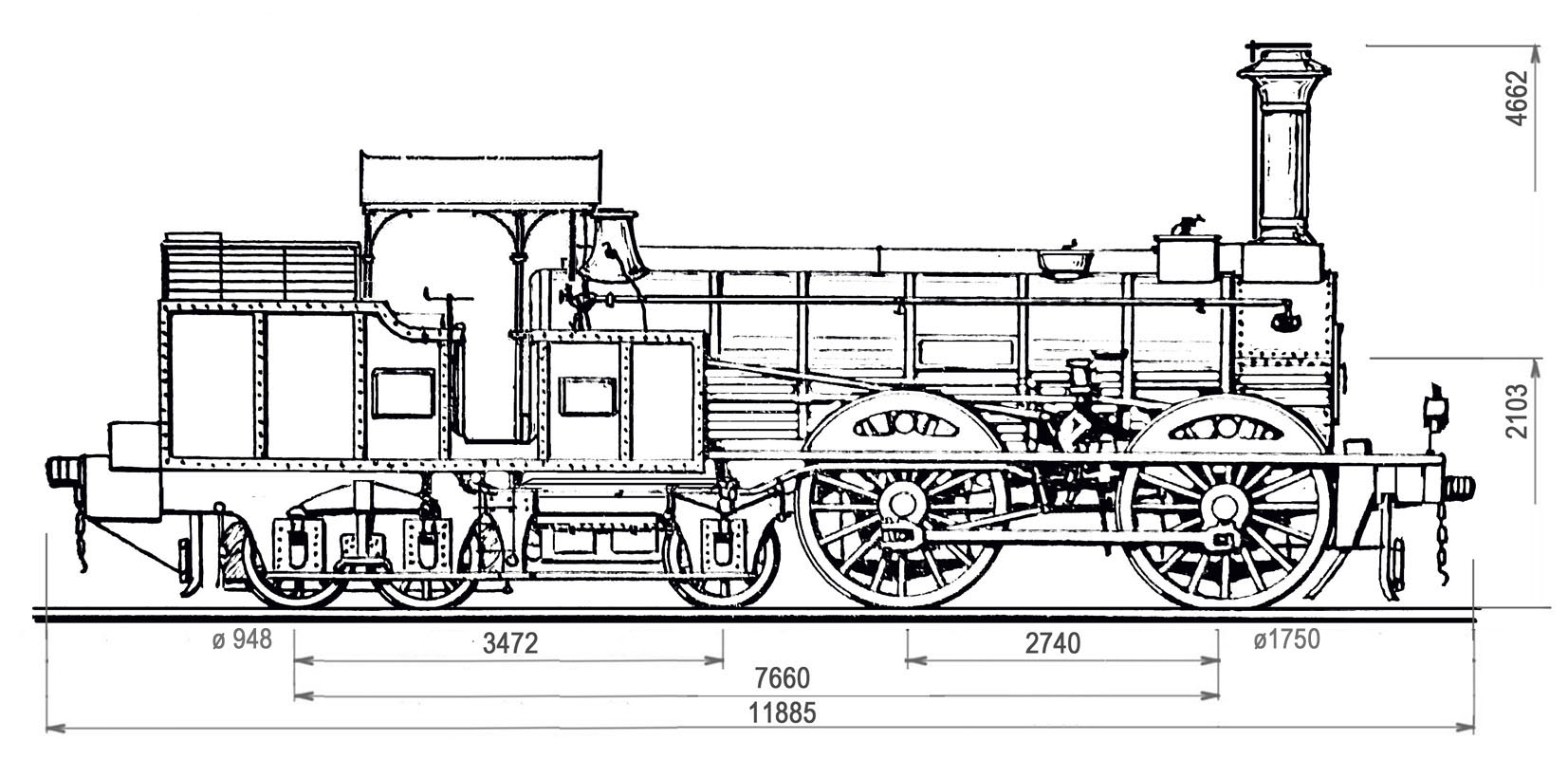
Lokomotiva skupiny StEG 146–157, už s ochranným štítem a stříškou, rozměrový náčrtek

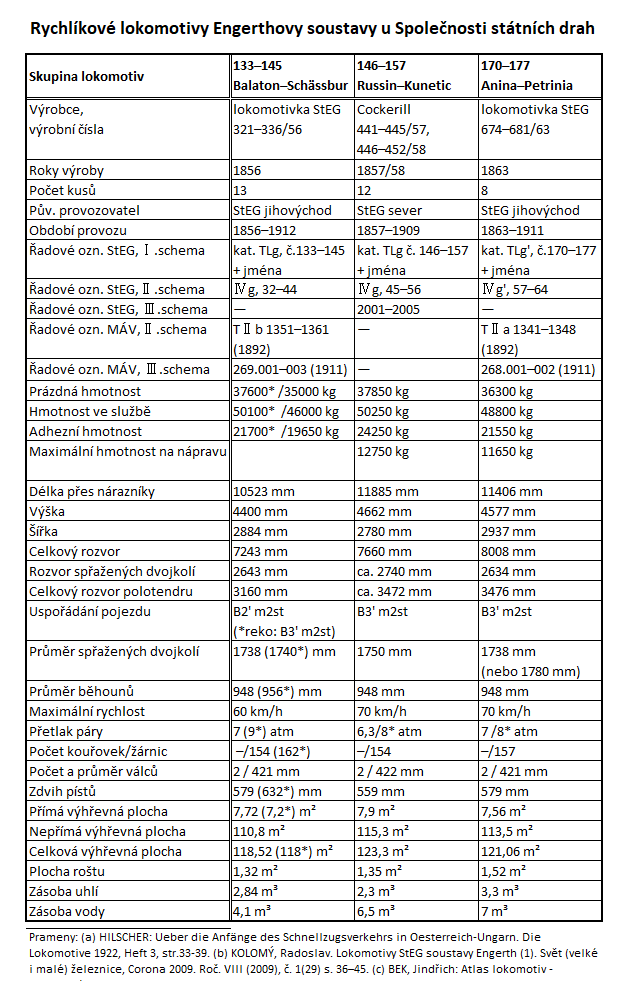
Tabulkový přehled základních parametrů lokomotiv StEG č. 133-157, 170-177 / IVg+IVg'

Lokomotivy byly Engerthovy polotendrové soustavy, tj. část hmotnosti kotle a topeniště nesl (přes talířové opěry a kluznice) vzadu přes kulový čep připojený podpůrný tendr - běžný podvozek, na kterém bylo i stanoviště personálu a zásobníky vody a uhlí. Rám dvojspřežní lokomotivy byl plechový vnitřní, u podvozku podpůrného tendru vnější. Nápravy uložené v rozsochách byly u lokomotiv 133–145 odpruženy vinutými Baillieho pružinami, u dalších už klasicky listovými pružnicemi. Druhá a třetí náprava podvozku podpůrného tendru byly provahadlovány. Maximální hmotnost na nápravu dosahovala ve službě až 13 t.
Dvojčitý parní stroj na mokrou páru byl tzv. britského provedení. Válce uložené v úklonu 79:1000, ojnice s křižáky, společná šoupátková komora plochých šoupátek a je ovládající výstředníkový rozvod byly uvnitř rámu, vně kol byly jen spojnicové tyče. Druhá, dvakrát zalomená náprava byla hnací.
Kotel o vnějším průměru 1321 mm pracoval s přetlakem 6 ¼ atmosféry. Jeho válcová část mohla být díky uspořádání pojezdu na svou dobu poměrně dlouhá, jen žárové trubky v něm měly na délku 4,5 m. Na kotli byla nálevka k plnění vodou za studena. Kotel Cockerillových lokomotiv neměl parní dóm, jen regulátorovou komoru za komínem. Pérový pojistný ventil pod byl pod kuželovým krytem na skříňovém kotli. Mazání zajišťovaly kapací mazničky na rostlinný olej; po roce 1880 byla dosazována centrální Kernaulova maznice k mazání válců minerálním mazivem. Dyšna v dýmnici vybavená klapkovým ejektorovým aparátem umožňovala regulaci tahu. Litinový komín byl rovný s korunkou a uzavírací klapkou.
Brzda byla jen ruční, působící dřevěnými špalíky na dvě zadní dvojkolí polotendru, počátkem 70. let byla osazována také parní protitlaková brzda Le Chatelier. Písečníky umístěné vpředu pod ochozy pískovaly před první dvojkolí, jednostranně jen pro jízdu vpřed. Stanoviště čety prvních lokomotiv bylo původně otevřené, později se vybavovalo čelním ochranným štítem s krátkou stříškou na sloupcích; plnohodnotné budky se na většinu z nich osazovaly od 70.let 19.stol.

## Úpravy a přestavby
U strojů z první dodávky byly kolem roku 1870 přestavěny dvounápravové polotendry na třínápravové a zvětšen vodojem. Lokomotivy Engerth starších provedení se při hlavních opravách průběžně modernizovaly po vzoru provedení posledních vyrobených kategorie IVe. Mj. byla místo tažných háků s řetězy dosazována šroubovka a v 80. letech dodáváno vybavení jednoduché sací brzdy Hardy. Od konce 80. let probíhaly u lokomotiv ze severní linie rozsáhlejší rekonstrukce kotlů spojené s výměnou skříňové části, vč. topeniště, dosazení budky a úpravy vnějšího rozvodu. Zvýšil se kotlový tlak na 8 bar a výkon.

## Provoz
Pro různé problémy (zvláště kvůli nutné rekonstrukci slabého železničního svršku a mostů na převzatých tratích) zavedla StEG rychlíky až s jízdním řádem 1861/62 a pouze v omezeném rozsahu, přitom se engerthky v rychlíkové dopravě uplatnily jen okrajově. Měly sice díky stabilizujícímu účinku polotendru při vyšších rychlostech výrazně lepší jízdní vlastnosti a klidnější chod než v té době pro tento účel používané lokomotivy uspořádání 1'B nebo Cramptonovy 2'A, a díky krátkému rozvoru mohly být v koncových stanicích bez problémů otáčeny na tehdejších krátkých točnách najednou, bez rozpojování, oproti lokomotivám s přívěsným tendrem. Malé zásoby vody a uhlí ale významně omezovaly jejich akční rádius. Nasazovány tak byly na kratších úsecích rovinatých tratí na lehčí rychlé nákladní vlaky a v příměstské osobní dopravě, kde potřeba častějšího doplňování provozních zásob nevadila a kde se dobře osvědčovaly.
Stroje 133-145 (IVg 32-44) StEG nasadila na jihovýchodní linii, převážně je provozovaly výtopny Pešť a Nové Zámky na na Vídeň a Temešvár; do výtopny Pešť přišly i lokomotivy 170–177 (IVg' 57–64). Stroje 146–157 (IVg 45–56) byly dodány na severní linii, přidělovány byly mj. výtopnám Česká Třebová nebo Bubny,, sloužily na linii mezi Brnem, Prahou a Podmokly. Na konci století obstarávaly dopravu osobních vlaků v okolí Prahy. U MÁV se ještě několik lokomotiv dožilo přeznačení na řadu 268/269, zrušeny byly do roku 1912. Ze skupiny IVg 45-56 provozovaných na severní síti bylo 7 lokomotiv ještě do roku 1899 odprodáno, zbývající byly vyřazeny před zestátněním rakouských tratí Společnosti v roce 1909.